# Ogna (przystanek kolejowy)
Ogna – kolejowy przystanek osobowy w Ogna, w regionie Rogaland w Norwegii, jest oddalony od Stavanger o 58,41 km a od Oslo Sentralstasjon o 540,84 km. Leży na poziomie 4,4 m n.p.m.

## Ruch pasażerski
Należy do linii Sørlandsbanen. Jest elementem Jærbanen – kolei aglomeracyjnej w Stavanger i obsługuje lokalny ruch między Stavanger, Sandnes i Egersund. Pociągi odjeżdżają co pół godziny do Ogna i co godzinę do Egersund. 

## Obsługa pasażerów
Wiata, parking na 20 miejsc, parking rowerowy. Odprawa podróżnych odbywa się w pociągu.